# 心みだれて〜Say it with flowers〜
「心みだれて〜Say it with flowers〜」（こころみだれて～セイ・イット・ウィズ・フラワーズ～）は小林明子の4曲目のシングル曲。1986年10月22日発売。

## 解説
『恋におちて -Fall in love-』がTBS系テレビドラマ「金曜日の妻たちへIII」の主題歌に起用されたのに続いて同系列テレビドラマ「金曜日には花を買って」でも主題歌となり、8万枚の売り上げを記録した。
2009年11月25日にはセルフカバーシングルが発売される。

## 収録曲

### 7inch盤（07FA-1087）
1. 心みだれて〜Say it with flowers〜
作詞：湯川れい子／作曲：小林明子／編曲：船山基紀
2. 雨の日曜日
作詞：湯川れい子／作曲：小林明子／編曲：船山基紀

### 12inch盤（14FB-2072）
Side A
1. 心みだれて〜Say it with flowers〜
2. 心みだれて〜Say it with flowers〜（Night Dance Mix ～Extended Version～）

Side B
1. 心みだれて〜Say it with flowers〜（English Version）
2. 心みだれて〜Say it with flowers〜（Music Minus One）※カラオケ

### セルフカバー盤（2009年）
1. 心みだれて〜Say it with flowers〜
2. BLUE BIRD
3. BLUE BIRD （English Version）
4. 心みだれて〜Say it with flowers〜（Instrumental）